# Carl Edler
Carl Edler, auch Karl Edler (* 17. Januar 1876 in Gleiwitz, Oberschlesien; † 26. Juli 1954), war ein deutscher Architekt, der vor allem in Bonn wirkte.

## Leben
Edler kam 1899 nach Bonn und machte sich dort 1900 mit einem als Atelier für Architektur und Kunsthandwerk firmierenden Architekturbüro selbständig, das zunächst im Haus Rathausgasse 26 und schließlich in Poppelsdorf nach wechselnden Standorten für lange Zeit in der nach eigenen Plänen entstandenen Halbvilla Argelanderstraße 158 (erbaut 1912) beheimatet war. Sein Tätigkeitsschwerpunkt lag im Wohnhausbau für private Auftraggeber, zeitweise war er außerdem als gerichtlich vereidigter Sachverständiger tätig. Edler war spätestens 1914 Mitglied des Berufsverbands Deutsche Freie Architektenschaft (DFA) und später des 1919 mit diesem verschmolzenen Bundes Deutscher Architekten (BDA).

## Werk
- Karte mit allen Koordinaten der Werke:
- OSM |
- WikiMap

### Bauten in Bonn
| Bauzeit   | Ortsteil    | Adresse                       | Bild           | Objekt                                                                        | Maßnahme                   | Anmerkungen                                                                     |
| --------- | ----------- | ----------------------------- | -------------- | ----------------------------------------------------------------------------- | -------------------------- | ------------------------------------------------------------------------------- |
| 1900      | Südstadt    | Königstraße 7 Lage            |                | Wohnhaus                                                                      | Neubau                     | Denkmalschutz                                                                   |
| 1901      | Südstadt    | Schloßstraße 40 Lage          |                | Wohnhaus                                                                      | Neubau                     | Denkmalschutz                                                                   |
| 1901      | Südstadt    | Schumannstraße 54 Lage        |                | Wohnhaus                                                                      | Neubau                     | Doppelhaus mit Nr. 56; Denkmalschutz                                            |
| 1901      | Südstadt    | Schumannstraße 56 Lage        |                | Wohnhaus                                                                      | Neubau                     | Doppelhaus mit Nr. 54; Denkmalschutz                                            |
| 1901      | Südstadt    | Schumannstraße 57 Lage        | weitere Bilder | Wohnhaus                                                                      | Neubau                     | Denkmalschutz                                                                   |
| 1901      | Südstadt    | Lessingstraße 61 Lage         |                | Wohnhaus                                                                      | Neubau                     | Denkmalschutz                                                                   |
| 1901      | Südstadt    | Lessingstraße 63 Lage         |                | Wohnhaus                                                                      | Neubau                     | Denkmalschutz                                                                   |
| 1901      | Südstadt    | Lessingstraße 65 Lage         | weitere Bilder | Wohnhaus                                                                      | Neubau                     | Denkmalschutz                                                                   |
| 1901      | Südstadt    | Prinz-Albert-Straße 89 Lage   |                | Wohnhaus                                                                      | Neubau                     | Denkmalschutz                                                                   |
| 1901–1905 | Beuel-Ost   | Auguststraße 2–38 Lage        | weitere Bilder | Rheinische Tapetenfabrik: Produktions- und Lagerhallen, Atelier, Pförtnerhaus | Neubau                     | Denkmalschutz                                                                   |
| 1902      | Oberkassel  | Karl-Duwe-Straße 4 Lage       |                | Landhaus („Georgsruh“)                                                        | Neubau                     | zeitweise Direktorenvilla der benachbarten Zementfabrik                         |
| 1903      | Südstadt    | Venusbergweg 8 Lage           |                | Wohnhaus                                                                      | Neubau                     | Denkmalschutz                                                                   |
| 1903      | Südstadt    | Venusbergweg 10 Lage          |                | Wohnhaus                                                                      | Neubau                     | Denkmalschutz                                                                   |
| 1903      | Südstadt    | Venusbergweg 16 Lage          |                | Wohnhaus                                                                      | Neubau                     | Denkmalschutz                                                                   |
| 1903      | Südstadt    | Schumannstraße 51 Lage        |                | Wohnhaus                                                                      | Neubau                     | Denkmalschutz                                                                   |
| 1903/1904 | Südstadt    | Goebenstraße 44/46 Lage       |                | Doppelwohnhaus                                                                | Neubau                     | Denkmalschutz                                                                   |
| 1903/1904 | Südstadt    | Goebenstraße 48 Lage          |                | Wohnhaus                                                                      | Neubau                     | Denkmalschutz                                                                   |
| 1904      | Südstadt    | Rittershausstraße 3a Lage     |                | Wohnhaus                                                                      | Neubau                     | Doppelhaus mit Nr. 5; Denkmalschutz                                             |
| 1904      | Südstadt    | Rittershausstraße 5 Lage      |                | Wohnhaus                                                                      | Neubau                     | Doppelhaus mit Nr. 3a; Denkmalschutz                                            |
| 1906      | Südstadt    | Weberstraße 81 Lage           |                | Wohn- und Geschäftshaus                                                       | Neubau                     |                                                                                 |
| 1906      | Südstadt    | Weberstraße 83 Lage           |                | Wohnhaus                                                                      | Neubau                     | Denkmalschutz                                                                   |
| 1912      | Poppelsdorf | Argelanderstraße 158/160 Lage |                | Doppelvilla                                                                   | Neubau                     | Denkmalschutz                                                                   |
| 1912/1913 | Gronau      | Willy-Brandt-Allee 4/6 Lage   |                | Wohnhausgruppe                                                                | Neubau                     | Dritter Teil der Hausgruppe (Nr. 8) nicht ausgeführt; Denkmalschutz             |
| 1929      | Weststadt   | Kaufmannstraße 36             |                | Atelier für Karl Menser                                                       | Neubau                     | 1931–37 „Burg“ der Schlaraffia                                                  |
| 1933      | Gronau      | Adenauerallee 119 Lage        |                | Villa Spies/Windthorst (erbaut 1860)                                          | Umbau zum Zweifamilienhaus | Planung nicht oder nur teilweise ausgeführt; bis 2020 Universitäts-Kinderklinik |
| 1933/1934 | Gronau      | Adenauerallee 113 Lage        |                | Wohnhaus                                                                      | Umbau zum Mehrfamilienhaus | Denkmalschutz                                                                   |

### Bauten außerhalb von Bonn
| Bauzeit | Gemeinde Ortsteil                          | Adresse               | Bild | Objekt | Maßnahme | Anmerkungen   |
| ------- | ------------------------------------------ | --------------------- | ---- | ------ | -------- | ------------- |
| 1906    | Bad Neuenahr-Ahrweiler Stadtteil Ahrweiler | Wilhelmstraße 58 Lage |      | Villa  | Neubau   | Denkmalschutz |